# Guazapa
El Guazapa és un estratovolcà del Plistocè que s'eleva fins als 1.438 msnm i que es troba al centre d'El Salvador, 23 km al NE de la ciutat de San Salvador. Està fortament erosionat, amb profundes valls als seus flancs. No es conserva cap morfologia del cràter. A la base del volcà hi ha diversos cons piroclàstics i colades de lava joves, de l'Holocè.